# Эстлунд, Рубен
Клас Олле Рубен Эстлунд (швед. Claes Olle Ruben Östlund, род. 13 апреля 1974[…], Стюрсё, Швеция) — шведский кинорежиссёр и сценарист. Известен благодаря шести полнометражным фильмам: «Гитара-монголоид», «Добровольно-принудительно», «Игра», «Форс-мажор», «Квадрат» и «Треугольник печали». Два последних стали обладателем «Золотой пальмовой ветви».

## Биография
Рубен родился 13 апреля 1974 года на острове Стюрсё в Гётеборгской коммуне. В 1990-х годах снимал фильмы о лыжниках, а в 2001 году окончил киношколу в Гётеборге, в которую он смог поступить благодаря им.
Вместе с Эриком Хеммендорффом стал основателем продюсерской компании «Plattform Produktion», которая в дальнейшем продюсировала его фильмы.
Его короткометражный фильм «Происшествие в банке» выиграл Золотого медведя за лучший короткометражный фильм на Берлинском кинофестивале и гран-при на кинофестивале в Тампере в 2011 году.
Его фильмы «Форс-мажор», «Квадрат» и «Треугольник печали» удостоились премий Каннского кинофестиваля, два последних в том числе и «Золотой пальмовой ветви».

## Фильмография
- «Шведская история любви»

| Год  |     | Русское название                    | Оригинальное название            | Роль                                    |
| ---- | --- | ----------------------------------- | -------------------------------- | --------------------------------------- |
| 1993 | ф   |                                     | Addicted                         | режиссёр                                |
| 1997 | ф   |                                     | Free Radicals                    | режиссёр                                |
| 1998 | ф   |                                     | Free Radicals 2                  | режиссёр                                |
| 2000 | док |                                     | Låt dom andra sköta kärleken     | режиссёр                                |
| 2002 | док |                                     | Familj igen                      | режиссёр                                |
| 2004 | ф   | Гитара-монголоид                    | Gitarrmongot                     | режиссёр, сценарист                     |
| 2005 | кор | Автобиографическая сцена номер 6882 | Scen nr: 6882 ur mitt liv        | режиссёр, сценарист, оператор, монтажёр |
| 2008 | ф   | Добровольно-принудительно           | De ofrivilliga                   | режиссёр, сценарист, монтажёр           |
| 2010 | кор | Происшествие в банке                | Händelse vid bank                | режиссёр, сценарист, монтажёр           |
| 2011 | ф   | Игра                                | Play                             | режиссёр, сценарист                     |
| 2014 | ф   | Форс-мажор                          | Force Majeure                    | режиссёр, сценарист                     |
| 2017 | ф   | Квадрат                             | Square                           | режиссёр, сценарист                     |
| 2021 | ф   | Треугольник печали                  | Triangle of Sadness              | режиссёр, сценарист                     |
| TBA  | ф   | Система развлечений не работает     | The Entertainment System is Down | режиссёр, сценарист                     |